# Arbent
Arbent és un municipi francès situat al departament de l'Ain i a la regió d'Alvèrnia-Roine-Alps. L'any 2007 tenia 3.443 habitants.

## Demografia

### Població
El 2007 la població de fet d'Arbent era de 3.443 persones. Hi havia 1.212 famílies de les quals 216 eren unipersonals (100 homes vivint sols i 116 dones vivint soles), 404 parelles sense fills, 520 parelles amb fills i 72 famílies monoparentals amb fills.
La població ha evolucionat segons el següent gràfic:
Habitants censats

### Habitatges
El 2007 hi havia 1.326 habitatges, 1.232 eren l'habitatge principal de la família, 11 eren segones residències i 83 estaven desocupats. 874 eren cases i 450 eren apartaments. Dels 1.232 habitatges principals, 743 estaven ocupats pels seus propietaris, 463 estaven llogats i ocupats pels llogaters i 26 estaven cedits a títol gratuït; 7 tenien una cambra, 120 en tenien dues, 218 en tenien tres, 335 en tenien quatre i 552 en tenien cinc o més. 905 habitatges disposaven pel capbaix d'una plaça de pàrquing. A 526 habitatges hi havia un automòbil i a 616 n'hi havia dos o més.

### Piràmide de població
La piràmide de població per edats i sexe el 2009 era:
| Homes | Edats   | Dones |
| ----- | ------- | ----- |
| 4     | 95 o +  | 0     |
| 4     | 90 a 94 | 20    |
| 4     | 85 a 89 | 20    |
| 4     | 80 a 84 | 20    |
| 32    | 75 a 79 | 32    |
| 48    | 70 a 74 | 48    |
| 48    | 65 a 69 | 48    |
| 52    | 60 a 64 | 56    |
| 64    | 55 a 59 | 64    |
| 172   | 50 a 54 | 144   |
| 184   | 45 a 49 | 168   |
| 136   | 40 a 44 | 140   |
| 100   | 35 a 39 | 120   |
| 136   | 30 a 34 | 132   |
| 112   | 25 a 29 | 76    |
| 112   | 20 a 24 | 124   |
| 152   | 15 a 19 | 180   |
| 152   | 10 a 14 | 172   |
| 136   | 5 a 9   | 160   |
| 92    | 0 a 4   | 96    |

## Economia
El 2007 la població en edat de treballar era de 2.369 persones, 1.728 eren actives i 641 eren inactives. De les 1.728 persones actives 1.543 estaven ocupades (844 homes i 699 dones) i 185 estaven aturades (88 homes i 97 dones). De les 641 persones inactives 186 estaven jubilades, 229 estaven estudiant i 226 estaven classificades com a «altres inactius».

### Ingressos
El 2009 a Arbent hi havia 1.278 unitats fiscals que integraven 3.642,5 persones, la mediana anual d'ingressos fiscals per persona era de 17.214 €.

### Activitats econòmiques
Dels 269 establiments que hi havia el 2007, 1 era d'una empresa extractiva, 1 d'una empresa alimentària, 3 d'empreses de fabricació de material elèctric, 79 d'empreses de fabricació d'altres productes industrials, 24 d'empreses de construcció, 82 d'empreses de comerç i reparació d'automòbils, 7 d'empreses de transport, 6 d'empreses d'hostatgeria i restauració, 2 d'empreses d'informació i comunicació, 17 d'empreses financeres, 8 d'empreses immobiliàries, 22 d'empreses de serveis, 9 d'entitats de l'administració pública i 8 d'empreses classificades com a «altres activitats de serveis».
Dels 37 establiments de servei als particulars que hi havia el 2009, 1 era una oficina de correu, 9 tallers de reparació d'automòbils i de material agrícola, 1 taller d'inspecció tècnica de vehicles, 6 paletes, 4 guixaires pintors, 2 fusteries, 3 lampisteries, 2 electricistes, 1 empresa de construcció, 2 perruqueries, 1 veterinari, 2 restaurants, 1 agència immobiliària, 1 tintoreria i 1 saló de bellesa.
Dels 33 establiments comercials que hi havia el 2009, 1 era, 1 una botiga de més de 120 m², 1 una botiga de menys de 120 m², 2 botigues de congelats, 2 llibreries, 8 botigues de roba, 2 botigues d'equipament de la llar, 2 sabateries, 1 una sabateria, 6 botigues de mobles, 1 una botiga de mobles, 1 una botiga de material esportiu, 1 un drogueria, 2 joieries i 2 floristeries.
L'any 2000 a Arbent hi havia 10 explotacions agrícoles.

## Equipaments sanitaris i escolars
Els 2 equipaments sanitaris que hi havia el 2009 eren farmàcies.
El 2009 hi havia 2 escoles maternals i 2 escoles elementals. Arbent disposava d'un col·legi d'educació secundària amb 552 alumnes.

## Poblacions més properes
El següent diagrama mostra les poblacions més properes.